# Bolton (district)
Bolton is een Engels district in het stedelijk graafschap (metropolitan county) Greater Manchester en telt 285.000 inwoners. De oppervlakte bedraagt 140 km².
Van de bevolking is 14,9% ouder dan 65 jaar. De werkloosheid bedraagt 3,5% van de beroepsbevolking (cijfers volkstelling 2001).

## Plaatsen in district Bolton
- Bolton
- Egerton
- Farnworth

## Civil parishesin district Bolton
- Blackrod
- Horwich
- Westhoughton